# Dmitri
Dmitri oder Dmitrij (russisch Дмитрий) ist ein männlicher Personenname. Namenstag ist der 26. Oktober.

## Herkunft und Bedeutung
Der Name leitete sich vom griechischen Vornamen Dimitrios (Δημήτριος, in antiker Aussprache Demetrios) ab. Dieser bezeichnete ursprünglich eine Zugehörigkeit zur griechischen Göttin Demeter in der Antike.
In der Kiewer Rus wurde der Name populär durch den Heiligen Demetrios von Thessaloniki, dem auch einige Kathedralen gewidmet waren.

## Namensträger

### Einzelname
- Dmitri I. von Perejaslawl (≈1250–1294), Großfürst von Wladimir
- Dmitri II. von Twer (1299–1326), Großfürst von Wladimir
- Dmitri von Susdal (1324–1383), Fürst von Susdal und Nischni Nowgorod
- Dmitri Donskoi (1350–1389), Großfürst von Moskau
- Dmitri Iwanowitsch der Enkel (1483–1509), Enkel des Zaren Iwans III., zeitweilig Großfürst und Thronfolger des Großfürstentums Moskau
- Dmitri Poscharski (1578–1642), Fürst aus der russischen Dynastie der Rurikiden
- Dmitri Iwanowitsch (1582–1591), letzter rurikidischer russischer Zarewitsch, Sohn Iwans IV. des Schrecklichen
- Dmitri der Falsche (≈1580–1606), Zar von Russland, siehe Falscher Dmitri
- Zweiter falscher Dmitri († 1610), Pseudodimitri II.
- Dmitri (1923–2011), US-amerikanischer Bischof

### Vorname

#### A
- Dmitri Abramowitsch (* 1982), russischer Bobpilot
- Dmytro Abramowytsch (1873–1955), ukrainisch-sowjetischer Literaturhistoriker
- Dmitri Agrenew-Slawjanski (1834–1908), russischer Sänger
- Dmitri Alenitschew (* 1972), russischer Fußballspieler und Trainer
- Dmitri Alexandrov (* 1966), russischer Synchronsprecher und Schauspieler
- Dmitri Alexejew (* 1947), russischer Pianist
- Dmitri Alijew (* 1999), russischer Eiskunstläufer
- Dmitri Andreikin (* 1990), russischer Schachspieler
- Dmitri Anossow (1936–2014), russischer Mathematiker
- Dmitri Archipow (* 1981), russischer Freestyle-Skier

#### B
- Dmitri Baltermanz (1912–1990), sowjetischer Fotojournalist
- Dmitri Barinow (* 1996), russischer Fußballspieler
- Dmitri Baschkirow (1931–2021), russischer Pianist
- Dmitri Beling (1882–1949), russischer Hydrobiologe, Limnologe und Ichthyologe
- Dmitri Bibikow (1792–1870), russischer General und Innenminister
- Dmitri Bibikow (1916–1997), sowjetischer Zoologe
- Dmitri Biwol (* 1990), russischer Profiboxer
- Dmitri Bobyljow (1842–1917), russischer Physiker und Mathematiker
- Dmitri Bogomolow (* 1976), russischer Film- und Fernsehschauspieler
- Dmitri Bortnjanski (1751–1825), ukrainisch-russischer Komponist
- Dmitri Bulykin (* 1979), russischer Fußballspieler
- Dmitri Bykow (* 1967), russischer Schriftsteller
- Dmitri Bykow (* 1977), russischer Eishockeyspieler

#### C
- Dmitri Cholodow (1967–1994), russischer Journalist

#### D
- Dmitri Djomuschkin (* 1979), russischer Rechtsextremist
- Dmitri Dorofejew (* 1976), russischer Eisschnellläufer
- Dmitri Dudarew (* 1976), kasachischer Eishockeyspieler

#### E
- Dmitri Faddejew (1907–1989), sowjetischer Mathematiker
- Dmitri Fahrensbach († 1657), russischer Gouverneur in Jaransk, Wjatka und Jakutsk
- Dmitri Fjodorow († 1922), sowjetrussischer Flugzeugkonstrukteur
- Dmitry Fuchs (* 1939), russisch-US-amerikanischer Mathematiker
- Dmitri Furmanow (1891–1926), sowjetischer Schriftsteller und roter Kommissar während des Russischen Bürgerkrieges

#### G
- Dmitri Gerasimenko (* 1987), russischer und serbischer Judoka und Samboka
- Dmitri Girew (1889–1932), russischer Musher und Expeditionsteilnehmer
- Dmitri Gluchowski (* 1979), russischer Schriftsteller
- Dmitri Golitzyn (1771–1844), russischer Generalleutnant
- Dmitri Golizyn (1721–1793), russischer Diplomat, Militär und Kunstmäzen
- Dmitri Golizyn (1734–1803), russischer Diplomat und Mineraloge
- Dmitri Grawe (1863–1939), russischer und ukrainischer Mathematiker
- Dmitri Grigorjew (* 1954), russischer Mathematiker und Informatiker
- Dmitri Grigorowitsch (1822–1900), russischer Schriftsteller
- Dmitri Grigorowitsch (1883–1938), russischer Flugzeugkonstrukteur
- Dmitri Gutow (* 1960), russischer Künstler

#### H
- Dmitri Hvorostovsky (1962–2017), russisch-britischer Opernsänger

#### J
- Dmitri Jakowenko (* 1983), russischer Schachspieler
- Dmitri Jaroschenko (* 1976), russischer Biathlet
- Dmitri Jasow (1924–2020), sowjetischer Offizier und Marschall der Sowjetunion
- Dmitri Jatschanow (* 1972), russischer Eishockeytorwart
- Dmitri Jegorow (1869–1931), russischer Mathematiker
- Dmitri Jegorow (1878–1931), russischer Historiker
- Dmitri Jurassow (* 1990), russischer Pokerspieler
- Dmitri Juschkewitsch (* 1971), russischer Eishockeyspieler

#### K
- Dmitri Kabalewski (1904–1987), russischer Komponist
- Dmitri Kagarlizki (* 1989), russischer Eishockeyspieler
- Dmitry Kaldun (* 1985), belarussischer Sänger
- Dmitrij Kapitelman (* 1986), deutschsprachiger Schriftsteller, Journalist und Musiker
- Dmitri Kapka (1898–1977), sowjetischer Schauspieler
- Dmitri Kiritschenko (* 1977), russischer Fußballspieler
- Dmitri Kitajenko (* 1940), russischer Dirigent
- Dmitri Kogan (1978–2017), russischer Geiger
- Dmitri Kokarew (* 1982), russischer Schachspieler
- Dmitri Kombarow (* 1987), russischer Fußballspieler
- Dmitri Komornikow (* 1981), russischer Brustschwimmer
- Dmitri Kondratjew (* 1969), russischer Kosmonaut
- Dmitri Kosak (* 1958), russischer Politiker
- Dmitri Koschkin (* 1986), kasachischer Skirennläufer
- Dmitri Koslow (1896–1967), sowjetischer Militärkommandeur
- Dmitri Koslow (1919–2009), russischer Luft- und Raumfahrtingenieur
- Dmitri Koslowski (* 1999), russischer Eiskunstläufer
- Dmitri Kowaljow (* 1976), russischer Ruderer
- Dmitri Kowaljow (* 1982), russischer Handballspieler
- Dmitri Kramarenko (* 1979), kasachischer Eishockeyspieler und -trainer
- Dmitri Kudrjaschow (* 1985), russischer Boxer
- Dmitri Kugryschew (* 1990), russischer Eishockeyspieler
- Dmitri Kurata (1770–1833), russischer Offizier
- Dmitri Kurljandski (* 1976), russischer Komponist
- Dmitri Kusnezow (* 1955), russischer Biologe und Biochemiker
- Dmitri Kusnezow (* 1965), russischer Fußballspieler und -trainer
- Dmitri Kwartalnow (* 1966), russischer Eishockeyspieler

#### L
- Dmitri Laptew (1701–1771), russischer Polarforscher und Marineoffizier
- Dmitri Lewizki (1735–1822), russischer Maler ukrainischer Herkunft
- Dmitri Lichatschow (1906–1999), russischer Philologe und Slawist
- Dmitri Lobkow (* 1981), russischer Eisschnellläufer
- Dmitri Loskow (* 1974), russischer Fußballprofi
- Dmitri Lykin (* 1974), russischer Sportschütze

#### M
- Dmitri Maksutow (1832–1889), russischer Armeeoffizier
- Dmitri Maksutow (1896–1964), russischer Optiker
- Dmitri Malyschko (* 1987), russischer Biathlet und Olympiasieger im Biathlon
- Dmitri Manuilski (1883–1959), ukrainischer und sowjetischer Politiker
- Dmitri Marfinski (* 1989), russischer Tennisspieler
- Dmitri Markov (* 1975), australischer Stabhochspringer
- Dmitri Maslejew (* 1988), russischer Pianist
- Dmitri Maximow, sowjetischer Flugzeugkonstrukteur
- Dmitri Medwedew (* 1965), russischer Politiker, Präsident 2008–12 und 2012–20 Ministerpräsident der Russischen Föderation
- Dmitri Medwedew (1970–2005), sowjetischer und russischer Offizier
- Dmitri Melkich (1885–1943), russischer Komponist
- Dmitri Mendelejew (1834–1907), russischer Chemiker
- Dmitri Menschow (1892–1988), russischer Mathematiker
- Dmitri Mereschkowski (1865–1941), russischer Schriftsteller
- Dmitri Mironow (* 1965), russischer Eishockeyspieler
- Dmitri Monja (* 1988), russischer Eishockeyspieler
- Dmitri Muratow (* 1961), russischer Journalist und Friedensnobelpreisträger

#### N
- Dmitri Wladimirowitsch Nabokow (1934–2012), US-amerikanischer Opernsänger und Übersetzer, siehe Dmitri Nabokov
- Dmitri Nagijew (* 1967),  russischer Schauspieler, Musiker, Showman, Fernseh- und Radiomoderator

#### O
- Dmitri Orlow (1806–1859), russischer Seefahrer und Kartograf
- Dmitri Orlow (* 1966), russischer Mathematiker
- Dmitri Orlow (* 1991), russischer Eishockeyspieler
- Dmitri Stachijewitsch Orlow, eigentlicher Name von D. Moor (1883–1946), russisch-sowjetischer Grafiker

#### P
- Dmitri Pantow (* 1969), kasachischer Biathlet
- Dmitri Pawlenko (* 1991), russischer Handballspieler
- Dmitri Peskow (* 1967), russischer Diplomat
- Dmitri Pewzow (* 1963), russischer Schauspieler
- Dmitri Pokrass (1899–1978), sowjetischer Musiker und Komponist
- Dmitri Poljanski (1917–2001), sowjetischer Politiker
- Dmitri Poljanski (* 1986), russischer Triathlet
- Dmitri Poljanski (* 1989), russischer Boxer
- Dmitri Popko (* 1996), kasachischer Tennisspieler
- Dmitri Popow (* 1966), russischer Eishockeyspieler
- Dmitri Posdnjakow (* 1972), kasachischer Biathlet
- Dmitri Prigow (1940–2007), russischer Künstler
- Dmitri Prjanischnikow (1865–1948), russisch-sowjetischer Agrarwissenschaftler

#### R
- Dmitri Radtschenko (* 1970), russischer Fußballspieler
- Dmitri Rjabykin (* 1976), russischer Eishockeyspieler
- Dmitri Rjutow (* 1940), theoretischer Plasmaphysiker
- Dmitri Rogosin (* 1963), russischer ethnonationalistischer Politiker und Diplomat
- Dmitri Romanow (1860–1919), Mitglied des Hauses Romanow-Holstein-Gottorp
- Dmitri Romanow (1891–1942), Mitglied des Hauses Romanow-Holstein-Gottorp und Mitverschwörer der Ermordung Rasputins
- Dimitri Romanow (1926–2016), Mitglied des Hauses Romanow-Holstein-Gottorp, Bankier, Philanthrop und Schriftsteller
- Dmitri Rybolowlew (* 1966), russisch-zypriotischer Unternehmer und Sportsponsor

#### S
- Dmitri Sadownikow (1847–1883), russischer Dichter und Ethnograph
- Dmitri Schabanow (* 1964), russischer Segler
- Dmitri Schewtschenko (* 1967), russischer Fechter
- Dmitri Schewtschenko (* 1968), russischer Diskuswerfer
- Dmitri Schewtschenko (* 1995), kasachisch-russischer Eishockeyspieler
- Dmitri Schikin (* 1991), russischer Eishockeytorwart
- Dmitri Schiwogljadow (* 1994), russischer Fußballspieler
- Dmitri Schostakowitsch (1906–1975), russischer Komponist
- Dmitri Schtscherbakow (1893–1966), russischer Geologe
- Dmitri Schtscherbakow (* 1957), russischer Paläontologe und Entomologe
- Dmitri Schukenow (* 1997), russischer Eishockeyspieler
- Dmitri Selenin (1878–1954), russischer Ethnograph
- Dmitri Selenin (* 1962), russischer Politiker
- Dmitri Sidorow (1962–2016), russischer Dokumentarfilmregisseur
- Dmitri Sinodi-Popow (1855–1910), russischer Maler
- Dmitri Sipjagin (1853–1902), Minister des Innern des Russischen Kaiserreiches
- Dmitri Sitak (* 1983), russischer Tennisspieler
- Dmitri Sitkowetski (* 1954), russischer Violinist und Dirigent
- Dmitri Skobelzyn (1892–1990), russischer Physiker
- Dmitri Skopinzew (* 1997), russischer Fußballspieler
- Dmitri Smirnow (1882–1944), russischer Tenor
- Dmitri Smirnow (1948–2020), russischer Komponist
- Dmitri Sokolow (1788–1852), russischer Mineraloge und Geologe
- Dmitri Sokolow (1924–2009), russischer Biathlet, Sportschütze und Trainer
- Dmitri Sokolow (* 1985), russischer Basketballspieler
- Dmitri Sokolow (* 1988), russischer Straßenradrennfahrer
- Dmitri Sokolow (* 2001), russischer E-Sportler
- Dmitri Solowjow (* 1989), russischer Eiskunstläufer
- Dmitri Stellezki (1875–1947), russischer Künstler
- Dmitri Stjopuschkin (1975–2022), russischer Bobfahrer
- Dmitri Strachow (* 1995), russischer Radsportler
- Dmitri Strelnikow (* 1969), russischer Schriftsteller
- Dmitri Sytschow (* 1983), russischer Fußballspieler

#### T
- Dmitri Tarassow (* 1987), russischer Fußballspieler
- Dmitri Tarassow (1979–2023), russischer Eishockeyspieler
- Dmitri Tertyschny (1976–1999), russischer Eishockeyverteidiger
- Dmitri Tolstoi (1823–1889), russischer Historiker und Staatsmann
- Dmitri Tolstoi (1860–1941), russischer Kunsthistoriker
- Dmitri Torbinski (* 1984), russischer Fußballspieler
- Dmitri Torgowanow (* 1972), russischer Handballspieler
- Dmitri Tschernjakow (* 1970), russischer Theaterregisseur und Bühnenbildner
- Dmitri Tschernow (1839–1921), russischer Metallurg und Hochschullehrer
- Dmitri Tursunow (* 1982), russischer Tennisspieler

#### U
- Dmitri Uschakow (* 1988), russischer Trampolinturner
- Dmitri Ustinow (1908–1984), Marschall der Sowjetunion, von 1976 bis 1984 sowjetischer Verteidigungsminister
- Dmitri Utkin (1970–2023), russischer Unternehmer, Neonazi und Soldat

#### W
- Dmitri Wassiljew (* 1962), russischer Biathlet
- Dmitri Wassiljew (* 1979), russischer Skispringer
- Dmitri Wassiljew (* 2004), russischer Fußballspieler
- Dmitri Wischnewski (* 1990), russischer Eishockeyspieler
- Dmitri Wlassenkow (* 1978), russischer Eishockeyspieler
- Dmitri Wolkonski (1770–1835), russischer Fürst und Generalleutnant der Kaiserlich-russischen Armee
- Dmitri Wolkonski (1764–1812), russischer Fürst, Generalleutnant der Kaiserlich-russischen Armee und Militärgouverneur in Archangelsk
- Dmitri Wolkonski (1790–1838), russischer Fürst und Generalmajor in der Kaiserlich-russischen Armee
- Dmitri Wolkow (1925–1996), sowjetisch-ukrainischer theoretischer Physiker
- Dmitri Woloschin (* 1989), russischer Eishockeytorwart
- Dmitri Worobjow (* 1985), russischer Eishockeyspieler
- Dmitri Worobjow (* 1997), russischer Fußballspieler
- Dmitri Wrubel (1960–2022), russischer Maler und Mitglied der Piratenpartei Deutschland

#### Z
- Dmitri Zwetkow (* 1983), russischer Orientierungsläufer
- Dmitri Zyganow (* 1989), russischer Eishockeyspieler
- Dmitri Zyganow (1903–1992), russischer Violinist und Musikpädagoge